# 那須烏山市立下江川中学校
那須烏山市立下江川中学校（なすからすやましりつ しもえがわちゅうがっこう）は、栃木県那須烏山市下川井にある公立中学校。

## 教育方針
「感性・自主性・創造性を基盤とし、自立友愛の精神を育てる」という教育目標を掲げている。

## 沿革

### 年表
- 1947年（昭和22年）4月1日 - 下江川村立下江川中学校として設立
- 1954年（昭和29年）6月1日 - 荒川村と下江川村の合併により南那須村立下江川中学校と改称
- 1955年（昭和30年）3月 - 校歌制定
- 1971年（昭和46年）9月1日 - 町制施行により南那須町立下江川中学校と改称
- 1975年（昭和50年）12月24日 - プール完成
- 1990年（平成2年）7月31日 - 新校舎完成
- 2005年（平成17年）10月1日 - 南那須町と烏山町の合併により現校名に改称

## 部活動
サッカー、野球、卓球、軟式テニス、吹奏楽、バスケ
特設：陸上、駅伝、合唱

## 学区
- 那須烏山市
  - 熊田、月次、藤田、上川井、下川井、志鳥の全域
  - 神長、南大和久、三箇の一部